# Babis Stefanidis
Charalambos Stefanidis noto semplicemente come Babis Stefanidis e anche come Haralampos Stefanidis (Skellefteå, 8 marzo 1981) è un ex calciatore svedese, di ruolo centrocampista o attaccante.

## Caratteristiche tecniche
Era un'ala destra.

## Carriera

### Nazionale
Ha partecipato agli Europei Under-21 del 2004.

## Palmarès

### Giocatore

#### Competizioni nazionali
- Campionato svedese: 2

Djurgården: 2002, 2003
- Coppa di Svezia: 3

Djurgården: 2003, 2004
Helsingborg: 2006
- Campionato danese: 1

Brondby: 2004-2005
- Coppa di Danimarca: 1

Brondby: 2004-2005
- Coppa di Lega danese: 1

Brondby: 2005